# Аряев, Василий Иванович
Василий Иванович Аряев (1922—1983) — полковник Советской Армии, участник Великой Отечественной войны, Герой Советского Союза (1945).

## Биография
Василий Аряев родился 23 февраля 1922 года в деревне Сонино ныне Лукояновского района Нижегородской области в семье крестьянина. Окончил десять классов средней школы в Лукоянове. В декабре 1941 года он был призван на службу в Рабоче-крестьянскую Красную Армию Лукояновским районным военным комиссариатом. В 1943 году окончил Ленинградское военное училище. С июля 1943 года — на фронтах Великой Отечественной войны. Участвовал в боях на Центральном, 1-м Белорусской фронтах начальником разведки 3-го дивизиона 1307-го тяжёлого пушечного полка 68-й отдельной пушечной артиллерийской бригады Резерва Главной Ставки, к марту 1945 года командовал 7-й батареей 753-го пушечного артиллерийского полка 24-й пушечной артиллерийской бригады 5-й артиллерийской дивизии прорыва 4-го артиллерийского корпуса прорыва. Участвовал в Курской битве, освобождении Украины, Белоруссии, Польши, Берлинской операции. Отличился во время взятия Берлина.
Старший лейтенант Аряев, действуя в составе штурмового отряда 12-го гвардейского стрелкового корпуса, одним из первых в своём подразделении вступил на восточную окраину Берлина. 23—27 апреля 1945 года, в ходе уличных боёв, передвигаясь в боевых порядках пехоты, 7-я батарея под его командованием вела огонь по баррикадам, перегораживающим улицы, и огневым точкам противника. Батареей 152-миллиметровых гаубиц «МЛ-20» под командованием Аряева было уничтожено 8 зданий, 12 огневых точек и 40 немецких солдат и офицеров.
Указом Президиума Верховного Совета СССР от 31 мая 1945 года за «умелое руководство батареей, мужество и героизм, проявленные в Берлинской операции» старший лейтенант Василий Аряев был удостоен высокого звания Героя Советского Союза с вручением ордена Ленина и медали «Золотая Звезда» за номером 6718.
После окончания войны Аряев продолжил службу в Советской Армии. Получил юридическое образование. В 1976 году в звании полковника он вышел в отставку. Проживал в городе Ашхабад Туркменской ССР, работал помощником прокурора республики. Умер 12 ноября 1983 года, похоронен на Аллее Славы в Ашхабаде.
Был также награждён двумя орденами Отечественной войны 1-й степени, орденом Красной Звезды, рядом медалей.